# Muyelensaurus
Muyelensaurus is een geslacht van dinosauriërs behorend tot de groep van de Titanosauria, dat tijdens het Late Krijt leefde in het gebied van het huidige Patagonië.

## Vondst en naamgeving
In 1997 vond Marcelino Palomo bij het plaatsje Loma del Lindero botten van sauropoden. Die werden door Salvador Palomo gemeld. Tijdens opgravingen in de jaren 1998 tot en met 2001 door Jorge Calvo werd zeer veel materiaal ontdekt, toebehorend aan verschillende soorten die nu stuk voor stuk beschreven worden.
De typesoort Muyelensaurus pecheni werd in 2008 benoemd en beschreven door Jorge Calvo van de Universidad Nacional del Comahue, Bernardo González-Riga en Juan Porfiri. De geslachtsnaam verwijst naar Muyelen, de indiaanse naam in het Mapuche van de plaatselijke rivier de Río Colorado. De soortaanduiding eert de oud-rectrix van Calvo's universiteit: vicegouverneur Ana Maria Pechen.
Er zijn verschillende fossielen gevonden van deze soort in de Portezueloformatie (Turonien-Coniacien, 89 miljoen jaar oud), in het gebied Rincón de los Sauces, in de provincie Neuquén van Argentinië.  Het holotype van Muyelensaurus, MRS-PV 207, bestaat uit een hersenpan. Van het skelet zijn verder verschillende wervels uit alle delen van de kolom en talrijke ledematen bekend, afkomstig van verschillende individuen, minstens vier volwassen exemplaren en een juveniel dier. In totaal zijn driehonderd beenderen gevonden. De paratypen bestaan uit de specimina MRS-Pv 59, MRS-Pv 60, MRS-Pv 337: drie praemaxillae; MRS-Pv 65, MRS-Pv 66, MRS-Pv 121, MRS-Pv 122, MRS-Pv 204, MRS-Pv 230, MRS-Pv 232, MRS-Pv 229, MRS-Pv 279, MRS-Pv 391, MRS-Pv 392, MRS-Pv 420, MRS-Pv 422, MRS-Pv 428: veertien halswervels; MRS-Pv 67, MRS-Pv 68, MRS-Pv 224, MRS-Pv 404, MRS-Pv 412, MRS-Pv 421: zes ruggenwervels; MRS-Pv 355: een heiligbeen; MRS-Pv 135, MRS-Pv 137, MRS-Pv 164, MRS-Pv 170, MRS-Pv 171, MRS-Pv 173, MRS-Pv 174, MRS-Pv 189, MRS-Pv 190, MRS-Pv 193, MRS-Pv 200, MRS-Pv 209, MRS-Pv 214, MRS-Pv 252, MRS-Pv 377, MRS-Pv 408: zestien staartwervels; MRS-Pv 396, MRS-Pv 397, MRS-Pv 259": drie schouderbladen; MRS-Pv 125: een borstbeen; MRS-Pv 70, MRS-Pv 132, MRS-Pv 212, MRS-Pv 352, MRS-Pv 357, MRS-Pv 387: zes opperarmbeenderen; MRS-Pv 72, MRS-Pv 243, MRS-Pv 353, MRS-Pv 182: vier ellepijpen, MRS-Pv 71, MRS-Pv 139: twee spaakbeenderen; MRS-Pv 127, 
MRS-Pv 152, MRS-Pv 157, MRS-Pv 181, MRS-Pv 198, MRS-Pv 231, MRS-Pv 235, MRS-Pv 236: acht middenhandsbeenderen; MRS-Pv 87, MRS-Pv 199, MRS-Pv 247, MRS-Pv 251: vier zitbeenderen; MRS-Pv 131, MRS-Pv 134, MRS-Pv 202, MRS-Pv 399: vier darmbeenderen; MRS-Pv 88, MRS-Pv 154, MRS-Pv 204, MRS-Pv 371: vier schaambeenderen; MRS-Pv 89, MRS-Pv 91, MRS-Pv 352, MRS-Pv 356, MRS-Pv 358, MRS-Pv 389, MRS-Pv 429: zeven dijbeenderen; MRS-Pv 161, MRS-Pv 162, MRS-Pv 257, MRS-Pv 266: vier scheenbeenderen; MRS-Pv 90, MRS-Pv 245, MRS-Pv 246, MRS-Pv 258, MRS-Pv 271, MRS-Pv 369, MRS-Pv 375:  zeven kuitbeenderen; MRS-Pv 187: een sprongbeen; MRS-Pv 50-54, MRS-Pv 128, MRS-Pv 141, MRS-Pv 142, MRS-Pv 166, MRS-Pv 168, MRS-Pv 242, MRS-Pv 273, MRS-Pv 274, MRS-Pv 378, MRS-Pv 379: vijftien middenvoetsbeenderen en MRS-Pv 55, MRS-Pv 56, MRS-Pv 57, MRS-Pv 58, MRS-Pv 143, MRS-Pv 144-147, MRS-Pv 165 en MRS-Pv 237: elf teenkootjes.
Verder zijn aan de soort toegewezen de specimina MRSPv123, MRSPv 203, MRSPv 419 en MRSPv 431: vier achterste ruggenwervels. Al het materiaal bestaat uit losse botten die echter bij elkaar lagen.

## Beschrijving
Muyelensaurus is een vrij licht gebouwde sauropode planteneter van twaalf meter lang en een rughoogte van ongeveer 2,5 meter; het gewicht lag rond de vijf ton.
De beschrijvers wisten enkele onderscheidende kenmerken vast te stellen. In de hersenpan worden de tubera basilaria onderaan verbonden door uitgebreide dunne holle beenplaten. Het deel van de achterhoofdsknobbel dat tot het basioccipitale behoort is breder dan de bases van de tubera basilaria. De achterste ruggenwervels hebben een grote richel op het voorvlak van het doornuitsteeksel versterkt door twee kleine extra richeltjes. Het uiteinde van het schaambeen is rechthoekig en overdwars dik.

## Fylogenie
Calvo voerde een cladistische analyse uit waaruit bleek dat Muyelensaurus het nauwst verwant was aan Rinconsaurus en benoemde een nieuwe klade voor deze twee soorten: de Rinconsauria, waarin die soorten zitten binnen de Eutitanosauria die niet tot de Aeolosaurini, Opisthocoelicaudiinae of de Saltasaurinae behoren.